# علم الجينوم المعرفية
علم الجينوم المعرفية هو مجال فرعي من علم الجينوم المتعلقة الوظيفة الإدراكية فيها الجينات وتسلسل غير الترميز من الحي الجينوم تتعلق بصحة ونشاط الدماغ ودراستها. من خلال تطبيق علم الجينوم المقارن، تتم مقارنة المجموع المورثي من أنواع متعددة من أجل تحديد الاختلافات الجينية والنمطية بين الأنواع. تشمل الخصائص المظهرية المرصودة المتعلقة بالوظيفة العصبية السلوك والشخصية وعلم التشريح العصبي وعلم الأمراض العصبية. تستند النظرية وراء علم الجينوم المعرفي إلى عناصر علم الوراثة، وعلم الأحياء التطوري، وعلم الأحياء الجزيئي، وعلم النفس المعرفي، وعلم النفس السلوكي، وعلم وظائف الأعضاء العصبية.
الذكاء هو السمة السلوكية التي تمت دراستها على نطاق واسع.  في البشر، يتم التعبير عن ما يقرب من 70٪ من جميع الجينات في الدماغ.  يمثل التباين الجيني 40٪ من التباين الظاهري.  تم استخدام المناهج في الجينوميات المعرفية للتحقيق في الأسباب الجينية للعديد من الاضطرابات النفسية والعصبية بما في ذلك متلازمة داون والاضطراب الاكتئابي الرئيسي والتوحد ومرض الزهايمر .

## اختبار الجينوميات المعرفية

### اقتراب

#### بيولوجيا الجينوم التطوري (evo-geno)
النهج الأكثر شيوعًا لاستقصاء الجينوم هو بيولوجيا الجينوم التطوري، أو evo-geno، حيث تتم مقارنة جينومات نوعين يشتركان في سلف.  أحد الأمثلة الشائعة على evo-geno هو اختبار الجينوم المعرفي المقارن بين البشر والشمبانزي الذي شارك سلفًا قبل 6-7 ملايين سنة.  يتم فحص أنماط التعبير الجيني المحلي والربط الجيني لتحديد التمايز الجيني. أظهرت تحليلات النسخ المقارنة التي أجريت على أدمغة الرئيسيات لقياس مستويات التعبير الجيني اختلافات كبيرة بين جينومات الإنسان والشمبانزي. تم استخدام نهج evo-geno أيضًا للتحقق من النظرية القائلة بأن البشر والرئيسيات غير البشرية يشتركون في مستويات تعبير مماثلة في الجينات المرتبطة باستقلاب الطاقة والتي لها آثار على الشيخوخة والأمراض العصبية التنكسية.

#### بيولوجيا التطور التطوري (evo-devo)
يقارن نهج بيولوجيا التطور التطوري (evo-devo) أنماط التطور المعرفي والتشريحي العصبي بين مجموعات الأنواع. تكشف الدراسات التي أجريت على أدمغة الأجنة البشرية أن ما يقرب من ثلث الجينات المعبر عنها متمايزة إقليميا، و هذا أكثر بكثير من الأنواع غير البشرية.  يمكن أن يفسر هذا الاكتشاف الاختلافات في التطور المعرفي بين الأفراد. ربطت دراسات evo-devo التشريحية العصبية ترتيبًا أعلى للدماغ إلى تجانب الدماغ الذي، على الرغم من وجوده في الأنواع الأخرى، مرتب بشكل كبير في البشر.

#### بيولوجيا النمط الظاهري التطوري (evo-pheno) وعلم الأحياء التطوري (evo-patho)
يفحص نهج بيولوجيا النمط الظاهري التطوري (evo-pheno) تعبير النمط الظاهري بين الأنواع. يفحص نهج علم الأحياء التطوري (Evo-Patho) انتشار المرض بين الأنواع.

### التصوير الجينومى

#### اختيار الجينات المرشح
في علم الجينوم ، يُشار إلى الجين الذي يتم تصويره وتحليله على أنه جين مرشح. الجينات المرشحة المثالية للاختبار الجينومي المقارن هي الجينات التي تحتوي على تعدد أشكال وظيفية محددة جيدًا مع تأثيرات معروفة على الوظيفة التشريحية العصبية و / أو الإدراكية.  ومع ذلك، تكفي الجينات ذات الأشكال المتعددة النوكليوتيدات المفردة المحددة أو الاختلافات الأليل ذات الآثار الوظيفية المحتملة على الأنظمة التشريحية العصبية. كلما ضعف الارتباط بين الجين والنمط الظاهري، كلما كان من الصعب إثبات السببية بواسطة الاختبار.

#### السيطرة على العوامل غير الوراثية
يمكن أن يكون للعوامل غير الوراثية مثل العمر أو المرض أو الإصابة أو تعاطي المخدرات تأثيرات كبيرة على التعبير الجيني والتباين الظاهري.  لا يمكن تحديد ومساهمة التباين الوراثي في أنماط ظاهرية محددة إلا عندما يمكن مطابقة العوامل المساهمة المحتملة الأخرى عبر مجموعات النمط الجيني. في حالة التصوير العصبي أثناء أداء المهام كما هو الحال في التصوير بالرنين المغناطيسي الوظيفي، تتم مطابقة المجموعات حسب مستوى الأداء. العوامل غير الجينية لها تأثير محتمل كبير بشكل خاص على التطور المعرفي. في حالة التوحد، تمثل العوامل غير الجينية 62٪ من مخاطر المرض. 

#### اختيار المهمة
من أجل دراسة العلاقة بين الجين المرشح والنمط الظاهري المقترح، غالبًا ما يتم إعطاء الموضوع مهمة لأداء تلك التي تثير النمط الظاهري السلوكي أثناء الخضوع لشكل من أشكال التصوير العصبي. العديد من المهام السلوكية المستخدمة في الدراسات الجينومية هي نسخ معدلة من الاختبارات السلوكية والنفسية العصبية الكلاسيكية المصممة للتحقيق في الأنظمة العصبية الحاسمة لسلوكيات معينة. 

## الأنواع المستخدمة في الجينوم المعرفي المقارن

### البشر
في عام 2003، أنتج مشروع الجينوم البشري أول جينوم بشري كامل.  على الرغم من نجاح المشروع، لا يُعرف سوى القليل جدًا عن التعبير الجيني المعرفي. قبل عام 2003، كان أي دليل يتعلق باتصال الدماغ البشري يعتمد على ملاحظات ما بعد الوفاة .  بسبب المخاوف الأخلاقية، لم يتم إجراء دراسات الجينوم الغازية في الجسم الحي على البشر الأحياء. 

### الرئيسيات غير البشرية
باعتبارها أقرب الأقارب الجينية للبشر، فإن الرئيسيات غير البشرية هي أكثر موضوعات التصوير الجينومي المفضل. في معظم الحالات يتم تصوير الرئيسيات تحت التخدير. نظرًا لارتفاع تكلفة تربية وعناية مجموعات الرئيسيات يتم إجراء الاختبارات الجينية على الرئيسيات غير البشرية عادةً في منشآت أبحاث الرئيسيات.

#### الشمبانزي
الشمبانزي ( Pan troglodytes ) هي أقرب الأقارب الجينية للإنسان، حيث تشترك في 93.6٪ من التشابه الجيني.  يُعتقد أن البشر والشمبانزي يشتركون في سلف وراثي مشترك منذ حوالي 7 ملايين سنة.  بدأت حركة تسلسل جينوم الشمبانزي في عام 1998 وحظيت بأولوية عالية من قبل المعاهد الوطنية الأمريكية للصحة (NIH). 
حاليًا ، يمتلك الإنسان والشمبانزي الجينومات المتسلسلة الوحيدة في عائلة الرئيسيات الممتدة.  تشير بعض المقارنات بين شرائح الحمض النووي الجينية غير المتكررة بين الجينات إلى اختلاف جيني يصل إلى 1.24 ٪ بين البشر والشمبانزي على طول أقسام معينة.  على الرغم من التشابه الجيني ، فإن 80 ٪ من البروتينات بين النوعين مختلفة مما يقلل من الاختلافات الظاهرية الواضحة. 

#### قرود المكاك ريسوس
يُظهر قرود المكاك ( Macaca mulatta ) تشابهًا وراثيًا بنسبة 93 ٪ مع البشر تقريبًا.  غالبًا ما تستخدم كمجموعة خارجية في الدراسات الجينية للإنسان / الشمبانزي.  تشترك البشر وقرود المكاك ريسوس في سلف مشترك منذ ما يقدر بنحو 25 مليون سنة. 

#### القرود
تم استخدام إنسان الغاب ( Pongo pygmaeus ) والغوريلا ( Gorilla gorilla ) في اختبار علم الجينوم ولكنهما ليسا من الموضوعات الشائعة بسبب التكلفة. 

## الاضطرابات السلوكية والمعرفية العصبية
على الرغم مما يتم الإبلاغ عنه أحيانًا ، فإن معظم الأنماط الظاهرية السلوكية أو المرضية لا ترجع إلى طفرة جينية واحدة بل إلى أساس وراثي معقد.  ومع ذلك هناك بعض الاستثناءات لهذه القاعدة مثل مرض هنتنغتون الذي يسببه اضطراب وراثي واحد محدد. يتأثر حدوث الاضطرابات السلوكية العصبية بعدد من العوامل الوراثية وغير الوراثية.

### متلازمة داون
متلازمة داون هي متلازمة وراثية تتميز بإعاقة ذهنية وخصائص مميزة للوجه القحفي وتحدث في حوالي 1 من كل 800 مولود حي.  يعتقد الخبراء أن السبب الجيني للمتلازمة هو نقص الجينات في الكروموسوم الحادي والعشرين. ومع ذلك، فإن الجين أو الجينات المسؤولة عن النمط الظاهري المعرفي لم يتم اكتشافها بعد.

### متلازمة X الهشة
تحدث متلازمة Fragile-X بسبب طفرة في جين FRAXA الموجود في الكروموسوم X.  تتميز المتلازمة بالإعاقة الذهنية (معتدلة عند الذكور، خفيفة عند الإناث)، نقص اللغة، وبعض سلوكيات طيف التوحد.

### مرض الزهايمر
مرض الزهايمر هو اضطراب تنكسي عصبي يسبب التدهور المعرفي المرتبط بالعمر.  نموذج حيواني باستخدام الفئران بفحص الفيزيولوجيا المرضية واقترح علاجات محتملة مثل التحصين باستخدام أميلويد بيتا والإعطاء المحيطي للأجسام المضادة ضد الأميلويد بيتا. ربطت الدراسات مرض الزهايمر بالتغيرات الجينية التي تسبب تشوهات بروتين SAMP8. 

### التوحد
التوحد هو اضطراب تطوري واسع الانتشار يتميز بالتطور الاجتماعي غير الطبيعي، وعدم القدرة على التعاطف والتواصل بشكل فعال، وأنماط الاهتمام المقيدة.  السبب التشريحي العصبي المحتمل هو وجود درنات في الفص الصدغي. كما ذكرنا سابقًا، تمثل العوامل غير الجينية 62٪ من مخاطر تطور التوحد.  التوحد هو اضطراب خاص بالبشر. على هذا النحو، فإن السبب الجيني قد تورط في تنظيم الدماغ الجانبي للغاية الذي يظهره البشر.  تم ربط جينين بالتوحد واضطرابات طيف التوحد: c3orf58 (المعروف أيضًا باسم تم حذفه في Autism-1 أو DIA1) و cXorf36 (المعروف أيضًا باسم تم حذفه في Autism-1 Related أو DIA1R). 

### اضطراب اكتئابي حاد
الاضطراب الاكتئابي الرئيسي هو اضطراب مزاجي شائع يُعتقد أنه ناتج عن الامتصاص العصبي غير المنتظم للسيروتونين. في حين أن السبب الوراثي غير معروف، فقد اكتشفت الدراسات الجينية لأدمغة MDD بعد الوفاة تشوهات في نظام عامل نمو الخلايا الليفية الذي يدعم نظرية عوامل النمو التي تلعب دورًا مهمًا في اضطرابات المزاج. 

### الآخرين
تشمل الاضطرابات التنكسية العصبية الأخرى متلازمة ريت ومتلازمة برادر ويلي ومتلازمة أنجلمان ومتلازمة ويليامز بورين .

## روابط خارجية
- http://www.yerkes.emory.edu/
- http://www.neuroscience.ox.ac.uk/